# Болсам (округ Айтаска, Миннесота)
Болсам (англ. Balsam) — тауншип в округе Айтаска, Миннесота, США. На 2010 год его население составило 550 человека. Тауншип был назван в честь озера и реки Болсам и благодаря большому количеству бальзамических пихт (англ. Balsam fir) в окрестности.

## География
По данным Бюро переписи населения США площадь тауншипа составляет 215,8 км², из которых 188,1 км² занимает суша, а 27,7 км² — вода (12,83 %).

## Население
В 2010 году на территории тауншипа проживало 550 человек (из них 52,2 % мужчин и 47,8 % женщин), насчитывалось 240 домашних хозяйств и 178 семей. На территории города было расположено 712 построек со средней плотностью 3,8 построек на один квадратный километр суши. Расовый состав: белые — 96,9 %, коренные американцы — 1,1 %.
Население города по возрастному диапазону по данным переписи 2010 года распределилось следующим образом: 19,5 % — жители младше 21 года, 56,0 % — от 21 до 65 лет и 24,5 % — в возрасте 65 лет и старше. Средний возраст населения — 53,3 лет. На каждые 100 женщин в Болсаме приходилось 109,1 мужчин, при этом на 100 совершеннолетних женщин приходилось уже 107,3 мужчин сопоставимого возраста.
Из 240 домашних хозяйств 74,2 % представляли собой семьи: 67,9 % совместно проживающих супружеских пар (13,3 % с детьми младше 18 лет); 2,9 % — женщины, проживающие без мужей, 3,3 % — мужчины, проживающие без жён. 25,8 % не имели семьи. В среднем домашнее хозяйство ведут 2,27 человека, а средний размер семьи — 2,63 человека. В одиночестве проживали 22,9 % населения, 10,9 % составляли одинокие пожилые люди (старше 65 лет).
В 2014 году из 564 человек старше 16 лет имели работу 275. В 2014 году медианный доход на семью оценивался в 65 341 $, на домашнее хозяйство — в 56 618 $. Доход на душу населения — 30 019 $ в год.